# 窑店街道
窑店街道，是中华人民共和国陕西省咸陽市渭城区下辖的一个乡镇级行政单位。

## 行政区划
窑店街道下辖以下地区：
长电社区、长陵社区、窑店村、刘家沟村、三义村、邓家村、大寨村、仓张村、长兴村、黄家沟村、西毛村和毛王村。